# گرابنووولا
گرابنووولا (به لهستانی:  Grabnowola) یک روستا در لهستان است که در گمینا گووواچوو واقع شده‌است. گرابنووولا ۱۵۰ نفر جمعیت دارد.